# St. Michael (Großschwindau)

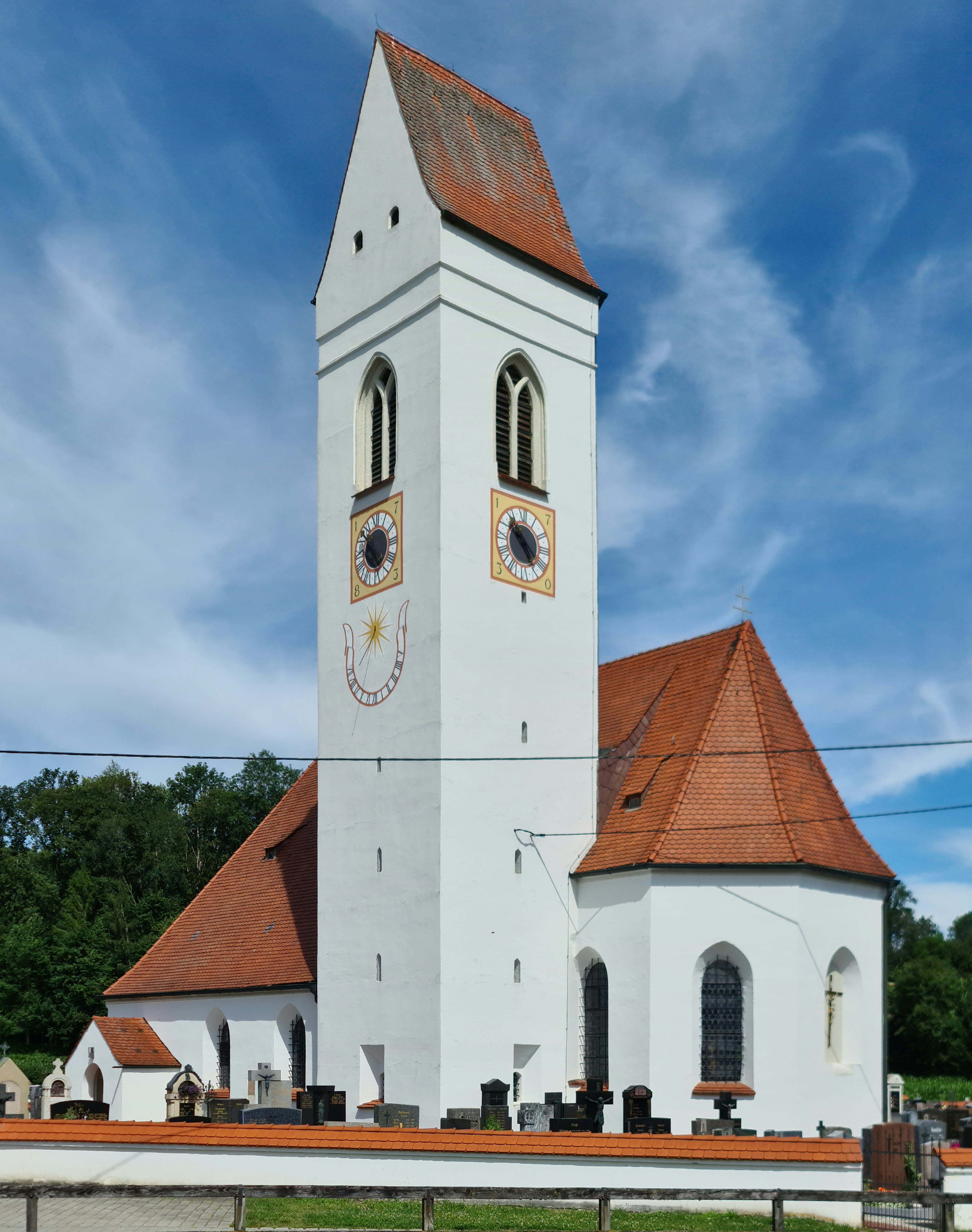
St. Michael aus südöstlicher Blickrichtung

Die römisch-katholische Kirche St. Michael ist eine Filiale der Pfarrei St. Wolfgang (Dekanat Dorfen im Erzbistum München und Freising) und war bis 1737 die Pfarrkirche der ehemaligen Pfarrei Schwindau. Sie befindet sich im Norden des oberbayerischen Kirchdorfes Großschwindau, einem Gemeindeteil von Sankt Wolfgang. Die Kirche untersteht dem Patrozinium des heiligen Michael und ist bekannt für das in der Region ungewöhnliche Satteldach ihres Kirchturms.
Sie liegt etwa 1,3 km nordöstlich ihrer Pfarrkirche St. Wolfgang und ist von einem Kirchfriedhof mit circa 250 Gräbern umgeben. Das Gelände bestehend aus dem Friedhof und der Kirche ist circa 3000 Quadratmeter groß und von einer Friedhofsmauer umgeben.

## Geschichte
Die erste bekannte schriftliche Aufzeichnung zu einer Kirche in Großschwindau stammt aus einem Testament aus dem Jahr 765. Der bestehende gotische Bau wurde im 14./15. Jahrhundert zunächst einschiffig errichtet und noch im 15. Jahrhundert um zwei Seitenschiffe erweitert. 1460 erhielt er ein gotisches Netzgewölbe, dessen Rippen im 18. Jahrhundert wieder beseitigt wurden. Im Jahr 1753 erfolgte eine Barockisierung des Kirchenraums, der 1782 eine dreiseitig abgeschließende Erweiterung nach Westen erhielt. Nach einem Blitzeinschlag 1783 wurde der ursprüngliche Spitzturm nicht mehr wiedererrichtet und durch das heutige Satteldach am Kirchturm ersetzt. Im Zuge dieser Umbauarbeiten wurde die Einrichtung im Rokokostil ergänzt. Zu diesem Zeitpunkt war St. Michael bereits keine Pfarrkirche mehr.

## Innenraum und Ausstattung
Der Innenraum ist in den Chorraum, das Mittelschiff und jeweils ein linkes und rechtes Seitenschiff untergliedert. Die auf massigen Pfeilern ruhenden Spitzbogenarkaden sind aus den Außenwänden der ursprünglichen Saalkirche ausgebrochen worden. Im westlichen Teil ist eine Empore mit Orgel eingebaut. Der Chor im Osten besitzt einen dreiseitigen Abschluss.

### Chor
Der Chorbogen am östlichen Ende des Mittelschiffs wird von Figuren des heiligen Nikolaus und des Apostels Simon Zelotes flankiert. Im nur wenige Zentimeter erhöhten Chor befinden sich der Hochaltar, ein Volksaltar, ein Ambo, ein ewiges Licht, eine Osterkerze und hölzerne Chorgestühle. Über dem linken Chorgestühl befindet sich ein Wandfresko, das eine Szene aus dem Leben der heiligen Esther zeigt. Aus dem Leben der heiligen Judith, erzählt ein Fresko über dem rechten Chorgestühl.

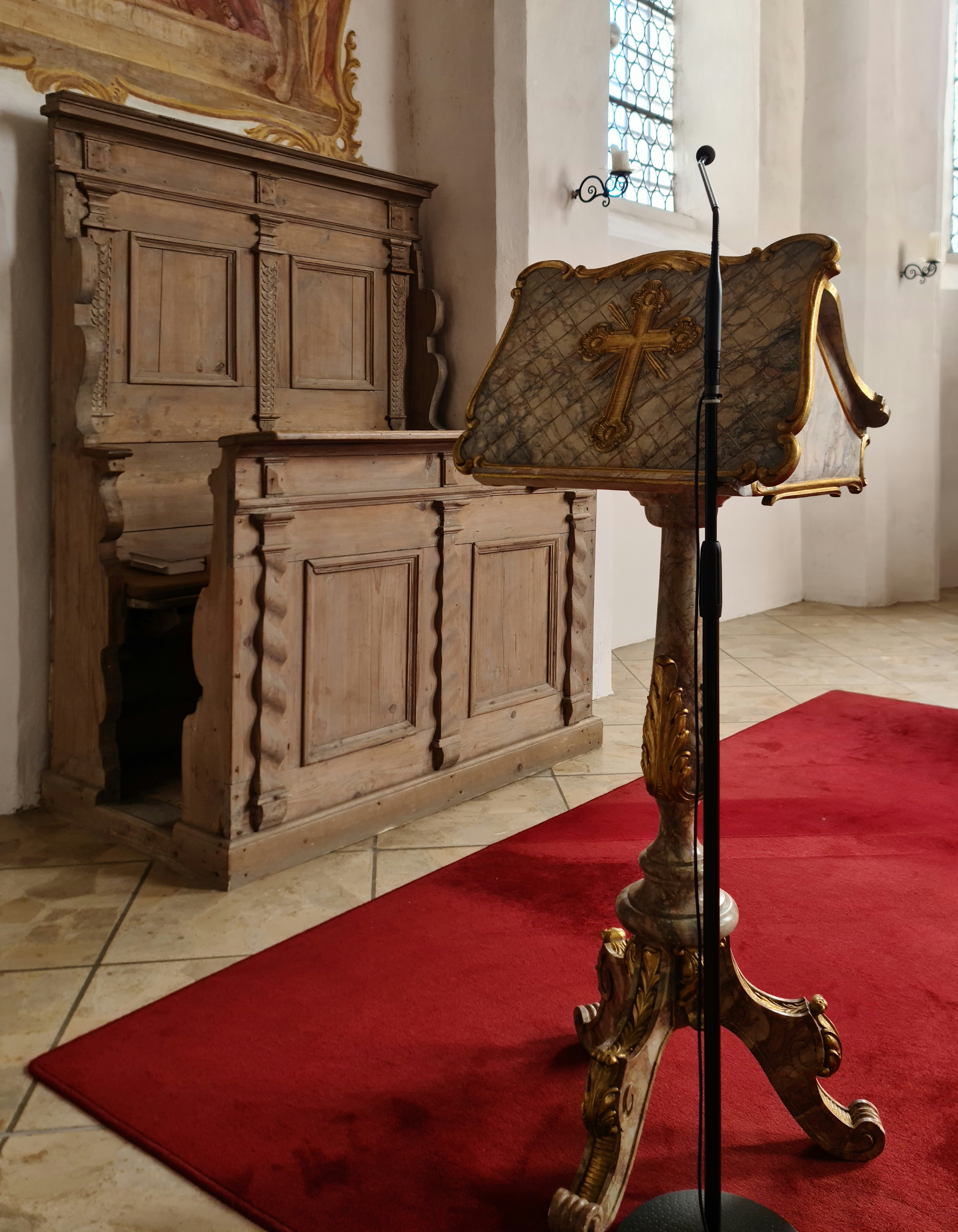
Ambo und Chorgestühl
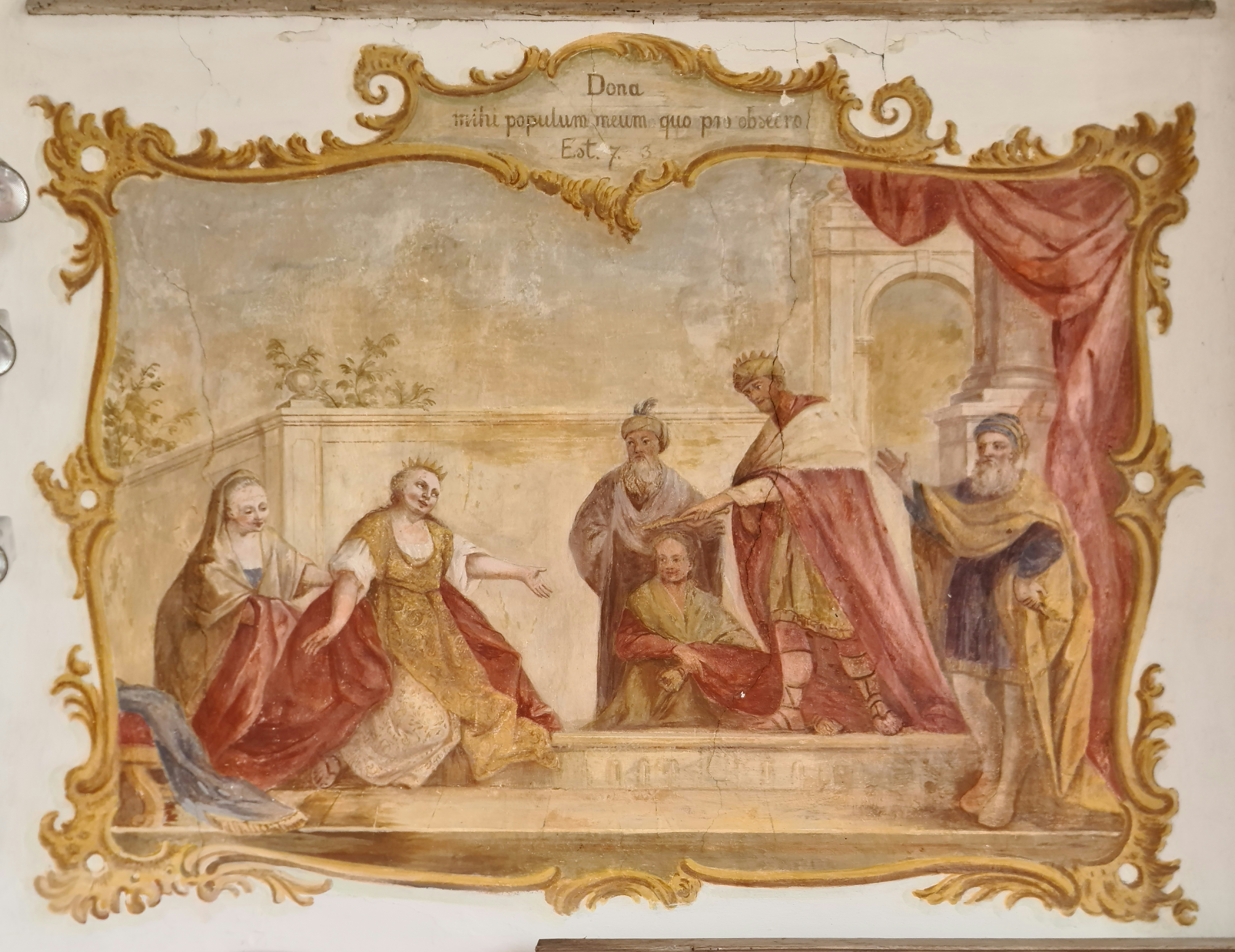
Fresko links: Esther
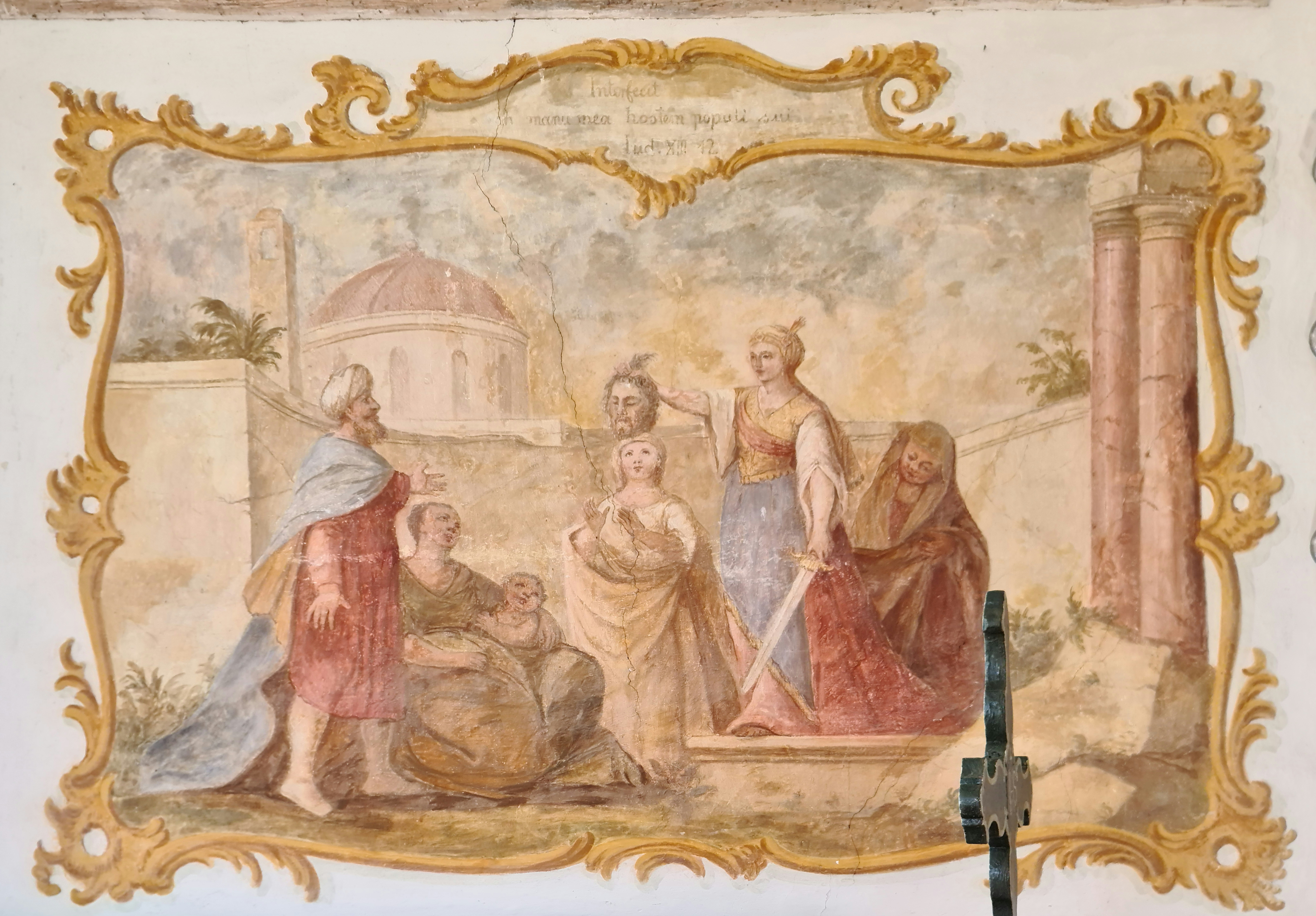
Fresko rechts: Judith
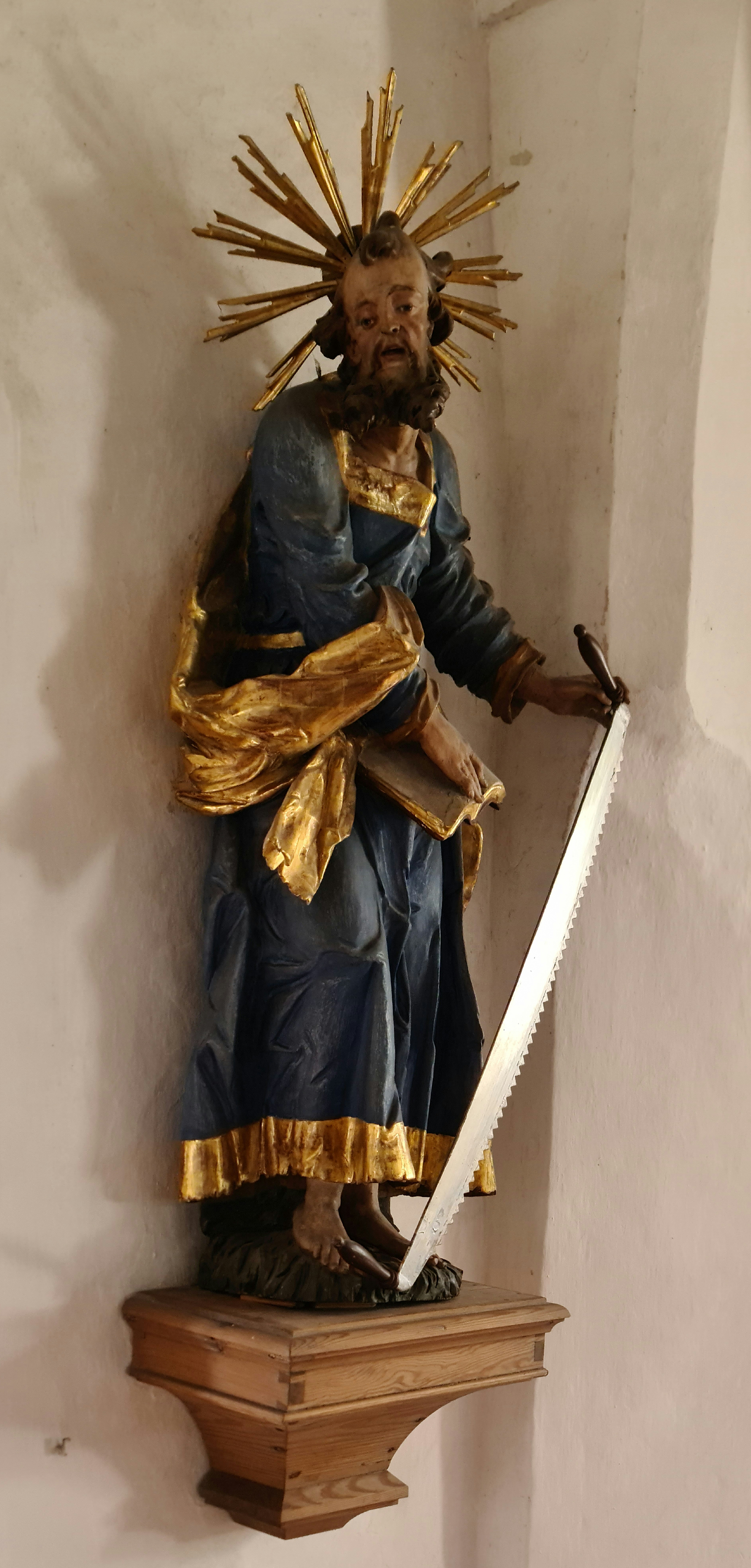
Simon Zelotes
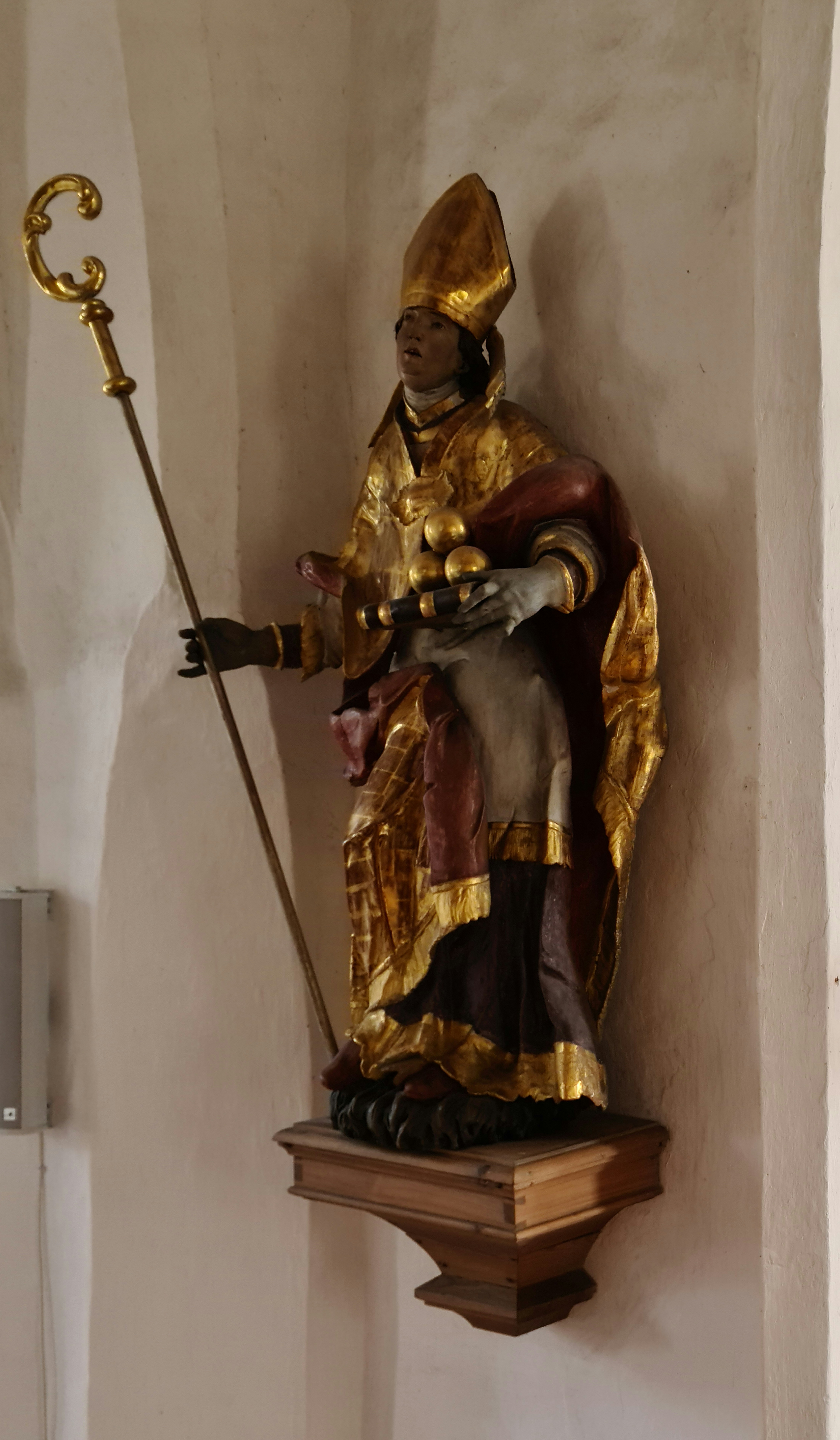
Nikolaus von Myra

#### Hochaltar

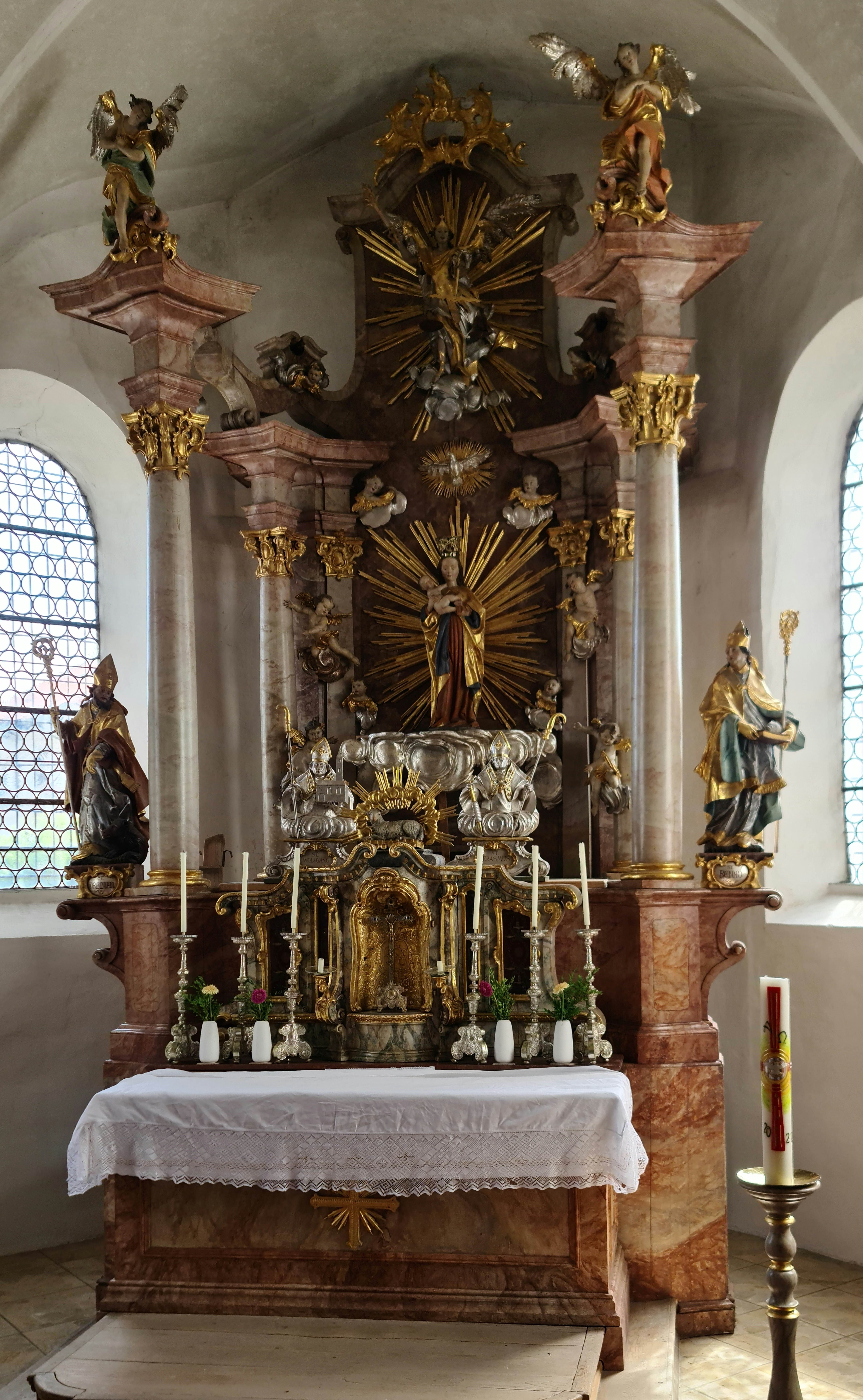
Hochaltar

Im Zentrum des Matthias Fackler zugeschriebenen, um 1765 geschaffenen Hochaltars steht eine spätgotische Figur der heiligen Gottesmutter Maria mit Jesuskind auf einer silbernen Wolke. Sie trägt eine Krone und ist umgeben von einem Strahlenkranz. Eingerahmt wird der Strahlenkranz von acht Putten und mittig darüber mit einer Darstellung des Heiligen Geistes in Form einer Taube, die wiederum von einem eigenen Strahlenkranz eingefasst wird. Im Altarauszug schwebt der Erzengel Michael ebenfalls auf einer Wolke umrahmt von einem Strahlenkranz. In seiner rechten Hand führt er ein goldenes Flammenschwert, in seiner linken hält er eine goldene Waage. Über dem Tabernakel liegt mittig ein Lamm, umgeben von Silberbüsten der heiligen Wolfgang und Erasmus. Flankiert wird der Hochaltar mit Figuren der Diözesanheiligen Korbinian und Benno, welche von Christian Jorhan dem Älteren aus Landshut 1783 angefertigt wurden.

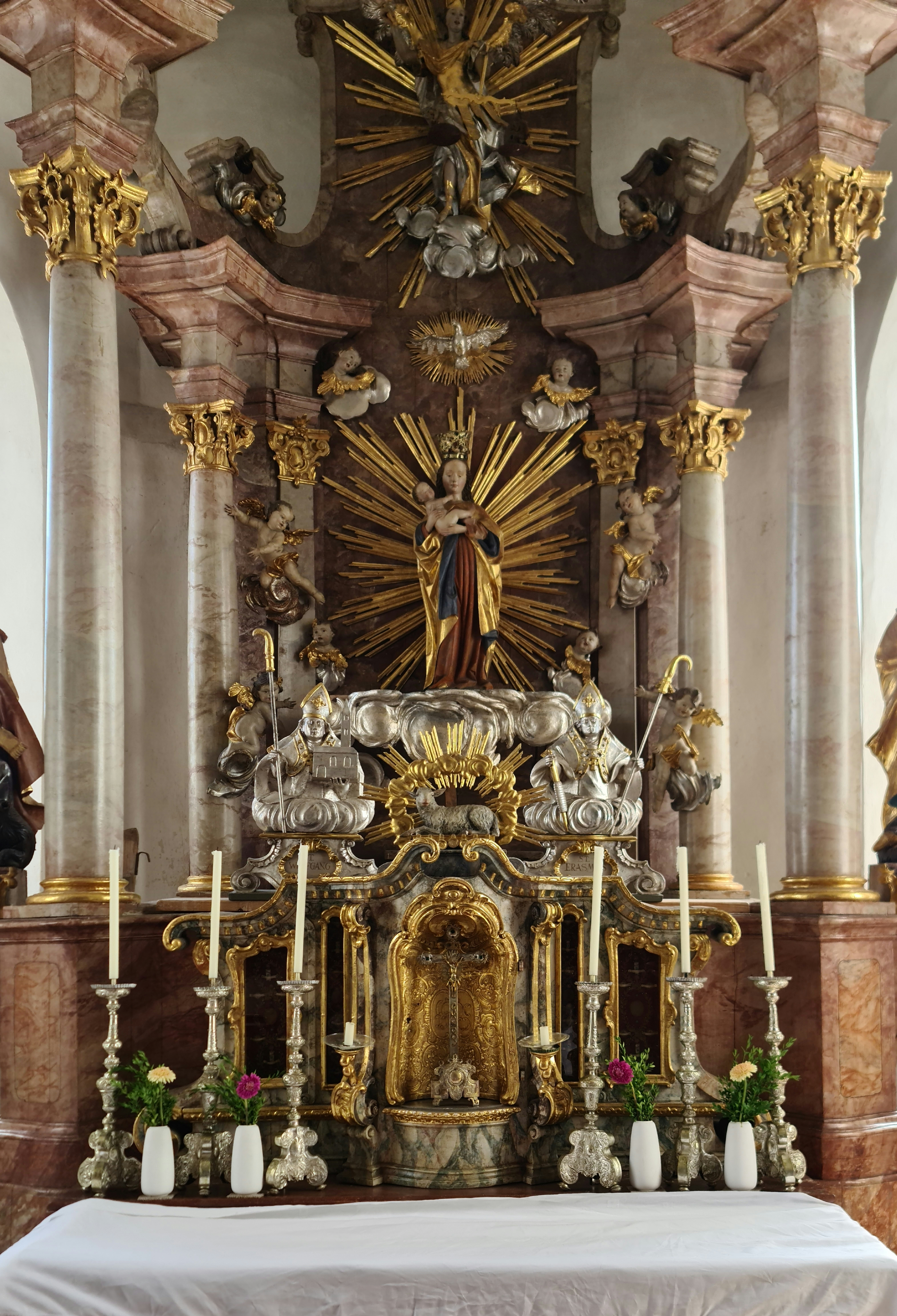
Hochaltar Detail
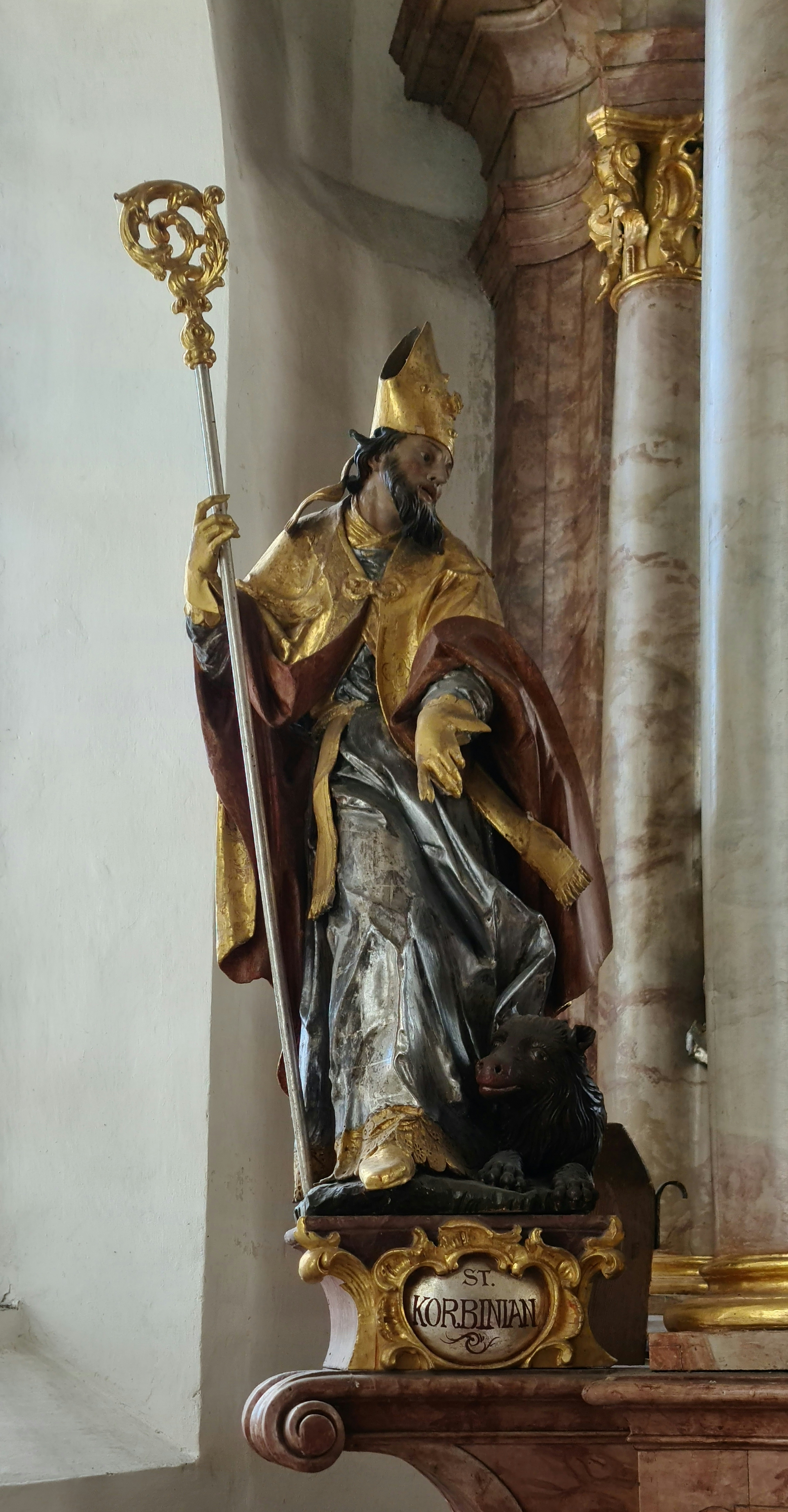
Hl. Korbinian
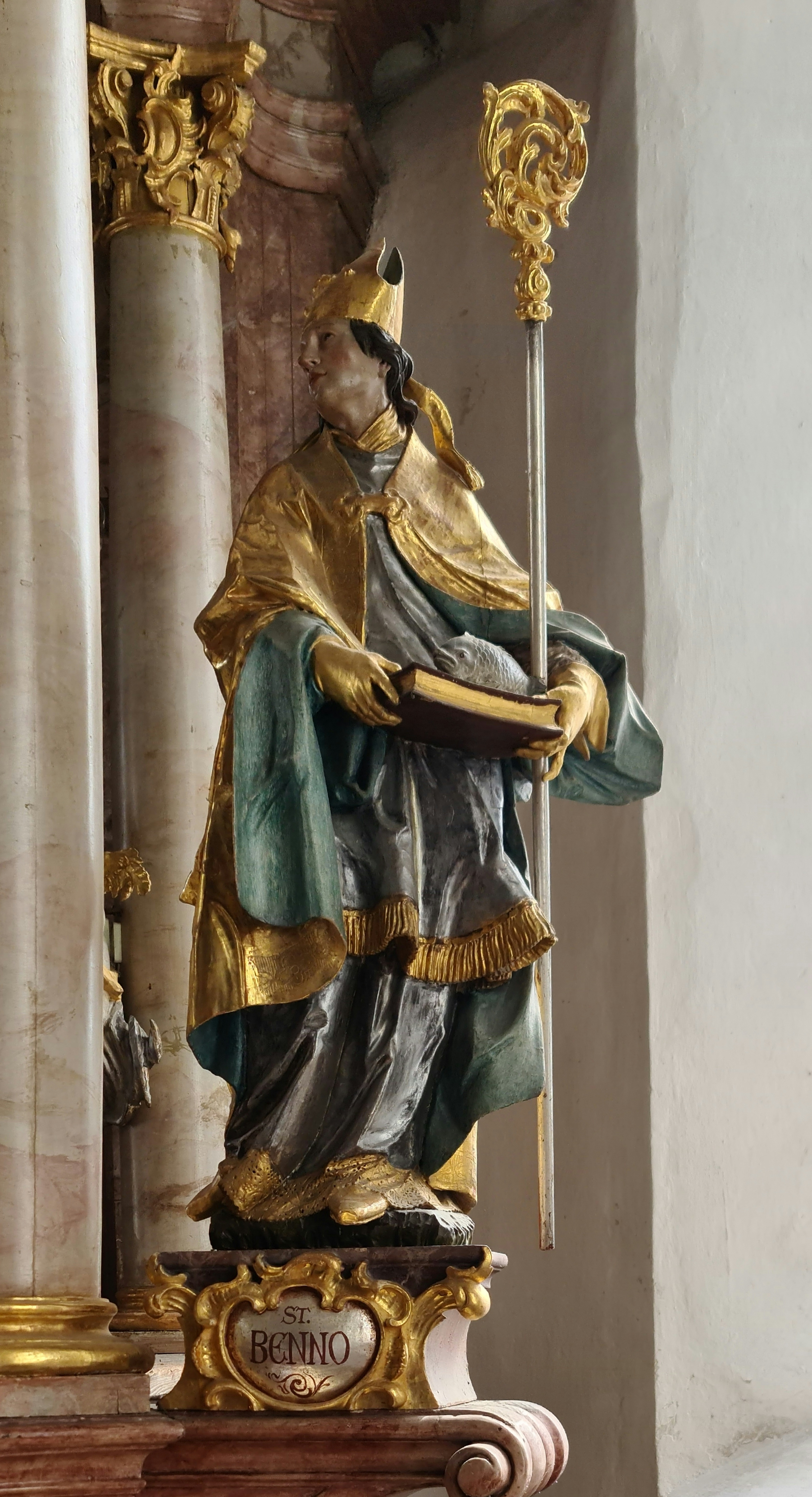
Hl. Benno
Tabernakel Detail

### Mittelschiff
Im Mittelschiff befinden sich die Kirchenbänke, getrennt durch einen Mittelgang und einen Gang zwischen Nord- und Südportal. Davon sind neun Bankreihen im vorderen Teil und fünf im hinteren Teil, der sich unterhalb der Empore befindet. Dieser Teil wird durch vier Rundaugenfenster an der westlichen Rückseite erhellt. Im vorderen rechten Teil befindet sich ein Kruzifix, darunter eine Marienfigur als Mater Dolorosa.

### Seitenschiffe
Im linken Seitenschiff sind an der nördlichen Außenwand Kreuzweg-Tafeln zwischen den beiden Rundbogenfenstern angebracht.
Der linke Seitenaltar zeigt ein querformatiges, aufwendig ornamentiertes, golden gerahmtes Gemälde, das mit „S. BENEDICTE ora pro nobis“ überschrieben ist. Darüber stehen drei Heiligenfiguren, je auf einem eigenen Holz-Sockel. In der Mitte die heilige Anna, die Maria das Lesen lehrt. Auf dem linken Sockel steht eine Figur des heiligen Johannes Nepomuk und auf dem rechten eine Figur der heiligen Katharina von Alexandrien.
Das rechte Seitenschiff ist analog zum linken gestaltet. Auf dem rechten Seitenaltar steht im gleichen Rahmen ein Gemälde mit der Überschrift „S. CLAUDI ora pro nobis“. Im Unterschied zum linken Seitenaltar befindet sich darüber zentral keine Heiligenfigur, sondern ein weiteres, jedoch wesentlich schlichter gerahmtes Gemälde, das den heiligen Antonius von Padua zeigt. Dieses wird von zwei Heiligenfiguren mit Märtyrerpalme umgeben, die jeweils auf einem eigenen Sockel stehen.

Linker Seitenaltar
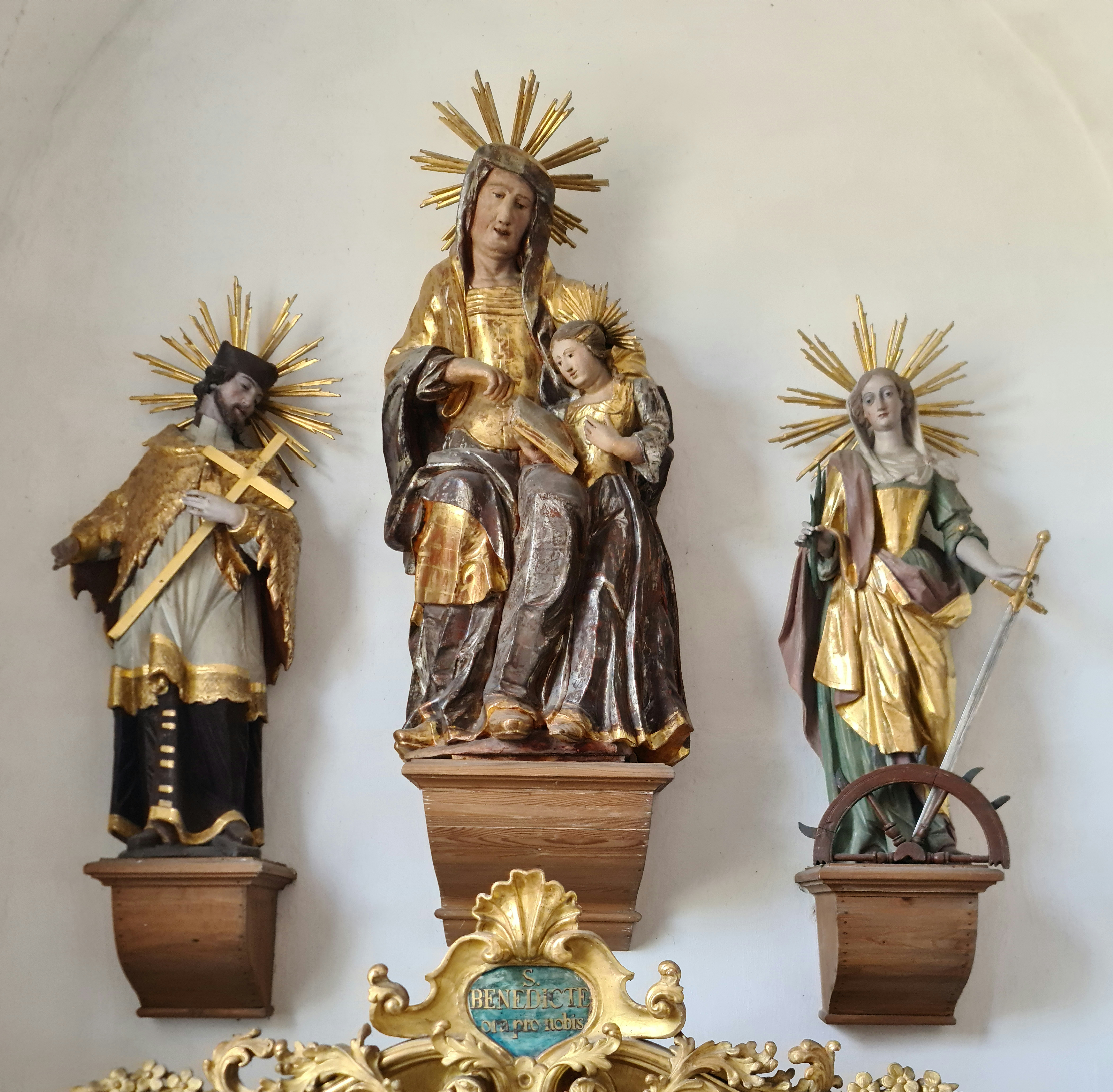
Linker Seitenaltar (Detailaufnahme Heiligengruppe)
Linker Seitenaltar (Detailaufnahme Gemälde)
Rechter Seitenaltar
Rechter Seitenaltar (Detailaufnahme Gemälde)

### Glocken
Die Statistische Beschreibung des Erzbistums München-Freising aus dem Jahr 1874 führt drei Glocken auf:
| Baujahr | Hersteller      |
| ------- | --------------- |
| 1426    | unbekannt       |
| 1531    | Hanns Bachmaier |
| 1761    | Hanke Landshut  |